# آرثر باتلر (لاعب دوري الرغبي)
آرثر باتلر (بالإنجليزية: Arthur Butler)‏ هو لاعب دوري الرغبي أسترالي، ولد في 1883، وتوفي في 30 مايو 1947.